# Супербоул XXXIV
Суперкубок XXXIV був чемпіонатом американського футболу між чемпіоном Національної футбольної конференції (NFC) Сент-Луїсом Рамсом та чемпіоном Американської футбольної конференції (AFC) Tennessee Titans, щоб визначити чемпіона Національної футбольної ліги (NFL) на сезон 1999 року. Барани перемогли титанів з рахунком 23–16, захопивши свою першу перемогу в Суперкубку та перший чемпіонат НФЛ з 1951 року. [5] Гра, що відбулася 30 січня 2000 року в куполі Джорджії в Атланті, стала четвертим суперкубком, який відбувся через тиждень після проведення чемпіонатних ігор конференції (попередній раз це було Super Bowl XXVIII, і випадково ця гра також проводилася на 30 січня в куполі Грузії в Атланті). [6]
Овен увійшов до своєї другої Суперкубки в історії команди з найкращим рекордом 13–3 сезону в NFC. Це був перший виступ плей-офф франшизи з 1989 року, коли вони ще були в Лос-Анджелесі. Титани, які спочатку були Х'юстон Ойлерс, також закінчили регулярний сезон із рекордом 13–3, але просунулися до свого першого Суперкубка в історії команди після виходу в плей-офф як команда «шахраїв». Теннессі зайняв друге місце в центральному підрозділі АФК за 14-ягунськими ягуарами Джексонвілл. [7]
Перші дві чверті Суперкубка XXXIV великою мірою були оборонним боєм. Незважаючи на випередження титанів у загальних наступальних ярдах у першому таймі, 294–89, [8] Барани мали лише 9–0 перерви на три тайми. Пізніше Сент-Луїс забив свій перший приземлення в середині третьої чверті, щоб піднятися на 16-0. Тоді Теннесі відповів, набравши 16 очок поспіль, щоб зрівняти гру з 2:12, залишеним у регулюванні - це був найбільший дефіцит, який було стерто в Суперкубку і перший більший, ніж 10 очок. На наступному заїзді Рамса, Курт Уорнер завершив 73-ярдовий перехід до широкого приймача Айзека Брюса, щоб повернути лідерство. Потім "Титани" проїхали на 10-ярдовій лінії в Сент-Луїсі, залишившись на шість секунд, але на остаточну гру гри Рейнс-тренер Майк Джонс вирішив широкий приймач штату Теннессі Кевін Дайсон на один ярд від лінії воріт, щоб запобігти появі приводу в потенційному ігровому примиканні. Ця п’єса перетворилася на краєвиди в NFL як "Один двір короткий", або просто "Склад". [9] Уорнер був названий Super Bowl MVP, став шостим гравцем, який виграв і цю нагороду, і NFL MVP протягом того ж сезону. [10] [11] У той час його 414 проїжджих дворів і 45 спроб проходу без перехоплення побив рекорди Super Bowl. [12] [13] [14]
Станом на 2019 рік, це був останній Суперкубок, в якому були дві команди, які раніше ніколи не вигравали титул.
Цю гру часто називають «Dot-com Super Bowl» через велику кількість рекламних оголошень, придбаних компаніями dot-com. [15] [16] Пізніше ця гра була представлена однією з найбільших ігор NFL як "Найдовший двір".